# David Plaza
David Plaza Romero (Madrid, 3 luglio 1970) è un ex ciclista su strada e dirigente sportivo spagnolo, professionista dal 1994 al 2005. Ottenne come successo più prestigioso la vittoria del Deutschland Tour 2000, quando riuscì a precedere il tedesco Andreas Klöden.

## Carriera
Aveva caratteristiche da cronomen, grazie alle quali riuscì ad aggiudicarsi la maggior parte dei suoi successi fra cui la Volta a Portugal 1999 e il Deutschland Tour 2000, oltre ad ottenere importanti piazzamenti in brevi corse a tappe quali Tirreno-Adriatico, Volta Ciclista a Catalunya, Tour de Romandie. Fu anche vicecampione spagnolo della specialità nel 2000, alle spalle di José Iván Gutiérrez.
In qualità di gregario ha coadiuvato Joseba Beloki e Christophe Moreau al Tour del 2000, Jan Ullrich all'edizione del 2003 e soprattutto Ángel Casero nella sua cavalcata vittoriosa alla Vuelta a España 2001.

## Palmares
- 1991 (Dilettanti)

Classifica generale Vuelta a la Comunidad de Madrid
Classifica generale Vuelta a Toledo - Trofeo Bahamontes
- 1994 (Dilettanti)

Classifica generale Vuelta a la Comunidad de Madrid
5ª tappa Giro delle Regioni (Castiglione in Teverina > Pomezia)
- 1996 (Festina, una vittoria)

7ª tappa Vuelta a Chile (San Vicente > Algarrobo)
- 1999 (Sport Lisboa e Benfica, una vittoria)

Classifica generale Volta a Portugal
- 2000 (Festina, due vittorie)

6ª tappa, 2ª semitappa Deutschland Tour (Herzogenaurch > Herzogenaurch, cronometro)
Classifica generale Deutschland Tour
- 2001 (Festina, quattro vittorie)

6ª tappa, 1ª semitappa Vuelta a Chile (Concepción > Concepción, cronometro)
8ª tappa Vuelta a Chile (Curicó > Los Maitenes)
Classifica generale Vuelta a Chile
3ª tappa Tour de Romandie (Payerne > Payerne, cronometro)

### Altri successi
- 2000 (Festina, una vittoria)

Classifica dei Gran Premi della Montagna Deutschland Tour

## Piazzamenti

### Grandi Giri
- Giro d'Italia

1996: ritirato (alla ?ª tappa)
- Tour de France

2000: ritirato (alla 16ª tappa)
2003 23º
- Vuelta a España

1995: 16º
1996: 66º
1997: 37º
1998: 16º
1999: ritirato (alla ?ª tappa)
2001: 6º
2002: 14º
2003: ritirato (alla 3ª tappa)
2004: 18º

### Competizioni mondiali
- Campionati del Mondo

Lisbona 2001 - Cronometro: 9º
- Giochi olimpici

Barcellona 1992 - Cronometro: 5º